# Gaboni bozótkakukk
A gaboni bozotkakukk (Centropus anselli) a madarak osztályának kakukkalakúak (Cuculiformes) rendjébe, ezen belül a kakukkfélék (Cuculidae) családjába tartozó faj.
A magyar név forrással nincs megerősítve.

## Előfordulása
Angola, Kamerun, a Kongói Demokratikus Köztársaság, a Kongói Köztársaság, a Közép-afrikai Köztársaság, Egyenlítői-Guinea és Gabon területén honos.

## Külső hivatkozások
- Képek az interneten a fajról
- Ibc.lynxeds.com